# Balkan-Bulgarian-Airlines-Flug 130
Balkan-Bulgarian-Airlines-Flug 130 (Flugnummer: LZ130) war ein internationaler Linienflug der Balkan Bulgarian Airlines von Paris nach Sofia. Am 18. Januar 1971 verunfallte auf diesem Flug eine mit 39 Passagieren und 8 Besatzungsmitgliedern besetzte Iljuschin Il-18D im Endanflug auf den Flughafen Zürich-Kloten, der an diesem Tag ausserplanmässig angeflogen wurde. Bei dem Unfall kamen 45 der 47 Insassen an Bord ums Leben.
Für Zürich wurde der 18. Januar 1971 zu einem «Schwarzen Montag», da am gleichen Tag noch bei Feldmeilen auf der Goldküstenlinie zwei Züge frontal kollidierten, wobei sechs Personen verstarben.

## Maschine

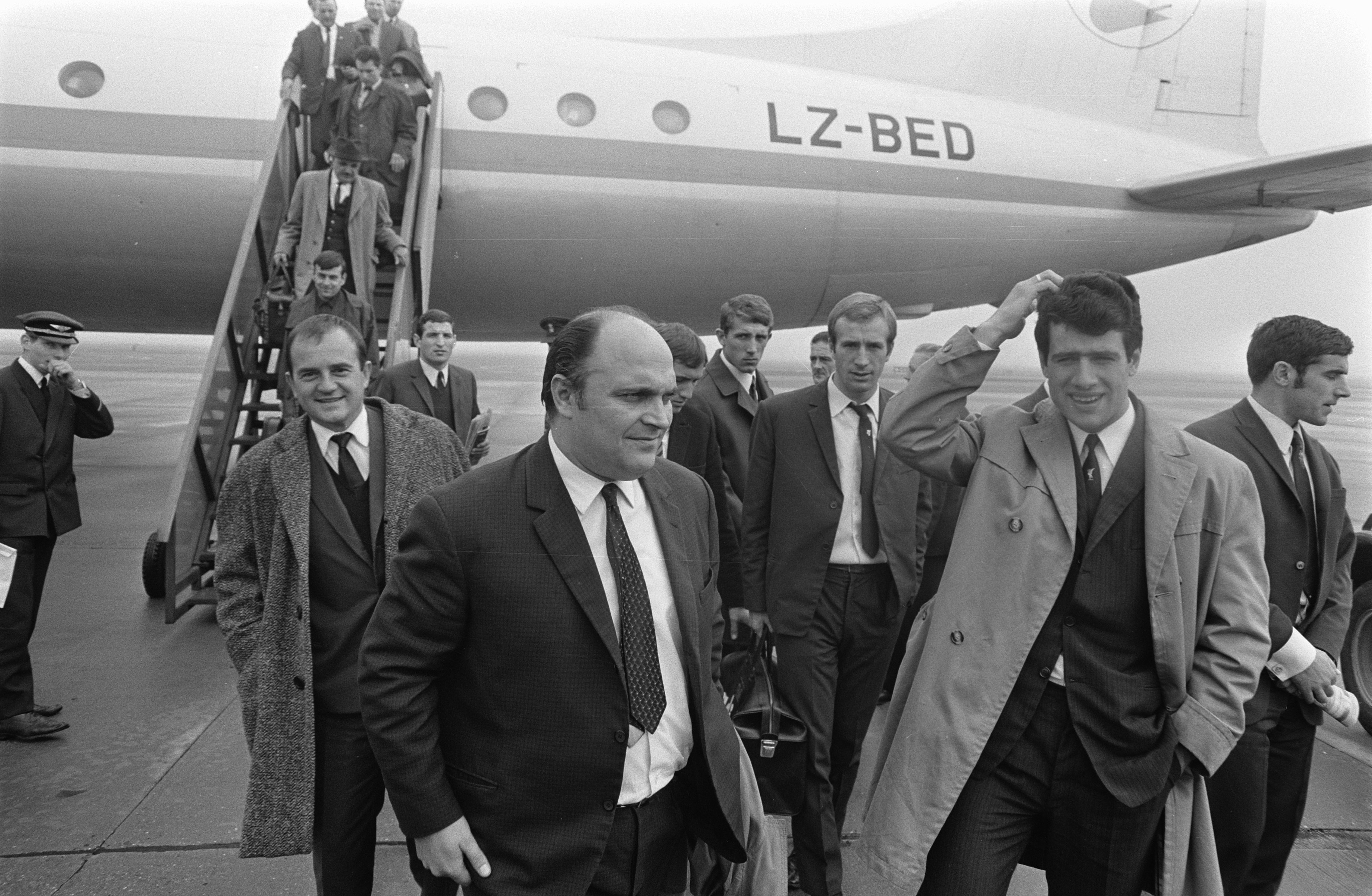
Das Flugzeug 1969 in Rotterdam

Das Flugzeug war eine im Jahr 1966 gebaute Iljuschin Il-18 D mit der Werknummer 186009002, die am 24. April 1966 an die TABSO, die spätere Balkan Bulgarian Airlines, ausgeliefert wurde. Das viermotorige Langstrecken-Passagierflugzeug war mit vier Turboproptriebwerken des Typs Iwtschenko AI-20K ausgestattet. Bis zum Zeitpunkt des Unfalls hatte die Maschine 8.622 Betriebsstunden absolviert, auf die 3.136 Starts und Landungen (= Flugzyklen) entfielen.

## Passagiere
Den internationalen Linienflug von Paris nach Sofia hatten 39 Passagiere angetreten. Von diesen kamen 14 aus der Bundesrepublik Deutschland (die Maschine war auf dem Flug nach Paris in Frankfurt zwischengelandet), vier aus Bulgarien, neun aus Frankreich, vier aus Syrien, zwei aus dem Libanon, einer aus Brasilien, einer aus den Niederlanden, einer aus Argentinien, einer aus Österreich, einer aus Finnland und einer aus dem Vereinigten Königreich.

## Besatzung
Es befand sich eine achtköpfige Besatzung an Bord, darunter ein Flugkapitän, ein Erster Offizier, ein Navigator, ein Flugingenieur, ein Bordfunker, ein auszubildender Bordfunker, ein Flugbegleiter und eine Flugbegleiterin. Der Flugkapitän verfügte über 8.444 Stunden Flugerfahrung, von denen 3.460 Stunden auf die Iljuschin Il-18 entfielen. Der Erste Offizier hatte von seinen 9.932 Stunden Flugerfahrung 3.627 Stunden im Cockpit der Iljuschin Il-18 abgeleistet.

## Unfallhergang

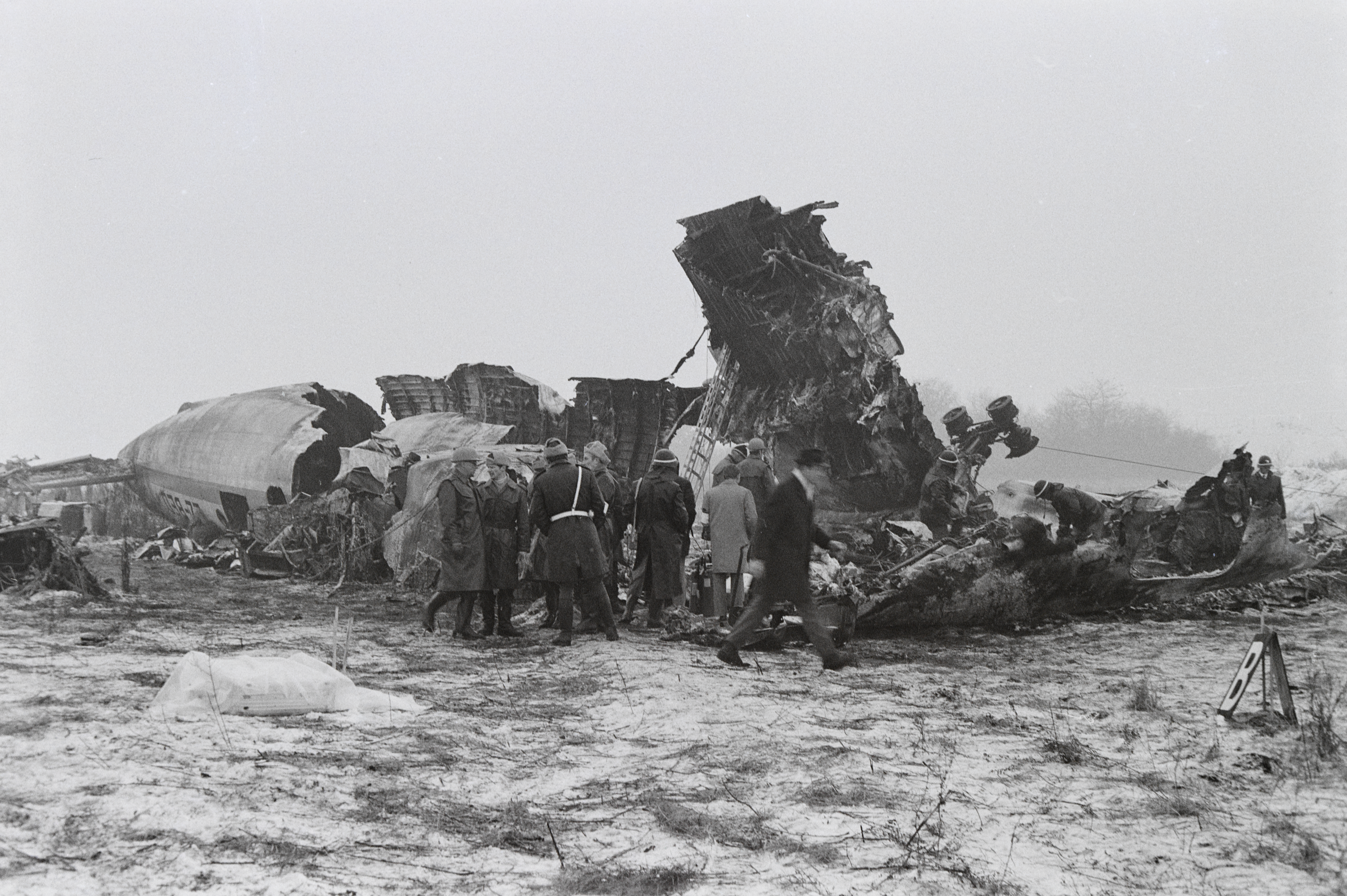
Die ausgebrannte Unfallmaschine

Die Maschine flog nachmittags in Paris ab. Als sie in der vorgesehenen Flughöhe das Drehfunkfeuer von Luxeuil-les-Bains überflog, erbat der Kapitän von der Flugsicherung, doch am Flughafen Zürich-Kloten zwischenzulanden. Eine zuvor wegen schlechten Wetters gestrichene Zwischenlandung in Zürich schien zu diesem Zeitpunkt möglich zu sein.
Die Maschine flog die Blindlandepiste des Flughafens Zürich in diesigen Wetterbedingungen von Norden an: Die Sichtweite betrug im Bereich der Landebahn ca. 1.000 Meter. Das Wetter hatte sich in kurzer Zeit verschlechtert, eine vorausfliegende Swissair-Maschine musste durchstarten. Im Bereich des Haupteinflugzeichens (Middle Marker) befand sich die Maschine rechts von der Anfluggrundlinie und unterhalb des Gleitpfades. Die Piloten versuchten, die Fluglage zu korrigieren, doch die Maschine streifte mit der linken Tragflächenspitze und dem Fahrwerk zuerst den Boden. Die Kontrolle über die Maschine ging daraufhin verloren und die Iljuschin schlug innerhalb des Flughafengeländes auf dem Boden auf und geriet in Brand.
Bei dem Unfall wurden 38 Passagiere und 7 Besatzungsmitglieder getötet. Lediglich der Flugkapitän und ein Passagier überlebten. Die Feuerwehr bekundete Mühe, den Brand zu löschen. Löschfahrzeuge konnten nicht bis zum Unfallort fahren, die Türen konnten nicht geöffnet werden. Öl und Kerosin entwickelten eine grosse Hitze.

## Ursache
Es wurde festgestellt, dass die Besatzung bei ihrem ILS-Anflug auf Landebahn 16 bei dichtem Nebel mehrere Standardverfahren missachtete. Die führte dazu, dass das Flugzeug die Sicherheitsflughöhe und den Gleitpfad unterschritt. Als Ursache wurde die mangelnde Sicht aufgrund des Nebels angesehen, da die Besatzung keinen Sichtkontakt zum Boden und zur Landebahn herstellen konnte. 
Die letzte technische Revision (50 Stunden) war zwei Tage vor dem Unfall abgeschlossen worden, die 600-Stunden-Inspektion am 2. Dezember 1970 und die grosse Revision (Kontrolle C) am 31. Mai 1969. Das Flugzeug galt als flugfähig und es wurden keine technischen Anomalien gemeldet.